# 3433 Fehrenbach
3433 Fehrenbach è un asteroide della fascia principale. Scoperto nel 1963, presenta un'orbita caratterizzata da un semiasse maggiore pari a 2,3924929 au e da un'eccentricità di 0,1880264, inclinata di 4,51348° rispetto all'eclittica.
L'asteroide è dedicato all'astronomo francese Charles Fehrenbach.
Il 24 novembre 2015 è stata annunciata la scoperta che 3433 Fehrenbach è un asteroide binario il cui componente primario ha un diametro di circa 7,4 km e il secondario di circa 2,3 km con un periodo di rotazione di circa 19,7 ore.